# Malpaso Records
Malpaso Records est un label discographique créé en 1995 pour les besoins du film Sur la route de Madison, réalisé par Clint Eastwood. C'est une filiale de la société de production américaine, Malpaso, créée par Clint Eastwood lui-même dans les années 1960. Cette dernière a distribué quatre bandes originales des films d'Eastwood. Toutefois, Malpaso étant associée à la Warner Bros., les autres compositions ont été distribuées sous le label de cette dernière, Warner Music Group, ou par Varèse Sarabande et Milan Records.

## Discographie
- 1995 : Sur la route de Madison
- 1997 : Minuit dans le jardin du bien et du mal
- 2000 : Space Cowboys
- 2003 : Mystic River